# Love Again
«Love Again» — песня, записанная канадской певицей Селин Дион для саундтрека к фильму 2023 года «Люби снова». Песню написали Дэн Уилсон и Розалин Шер. Уилсон также выступил в качестве продюсера. Релиз «Love Again» состоялся 13 апреля 2023 года.

## Предыстория и выпуск
После релиза альбома Courage и запуска одноимённого мирового тура Дион присоединилась к актёрскому составу американской комедийной мелодрамы Джеймса С. Строуза «Люби снова». Съёмки фильма стартовали в октябре 2020 года и продолжились до начала 2021 года. 13 апреля 2023 года, за месяц до премьеры картины, Дион выпустила «Love Again» — свою первую запись за 4 года, а также с того момента, как в декабре 2022 года она объявила о своём диагнозе (синдром мышечной скованности).

## Реакция критики
Гил Кауфман из Billboard охарактеризовал «Love Again» как «трогательную балладу» и «нежный акустический трек, на котором Дион мягко поёт волнующие строки: „Не нужно двигать горы, просто иди / Каждое движение — это новая эмоция / Нет нужды в поисках ответов, просто не бросай попыток / Вновь взойдёт солнце / Вновь утихнет шторм / Это не конец / И ты полюбишь снова“». Нардин Саад из Los Angeles Times описала песню, как «милую фортепианную балладу о преодолении горя от потери любимого человека».

## Музыкальное видео
Лирик-видео со сценами из фильма было опубликовано на YouTube 13 апреля 2023 года.

## Чарты
| Чарт (2023)                               | Высшая позиция |
| ----------------------------------------- | -------------- |
| Великобритания (OCC UK Singles Downloads) | 86             |
| Канада (Hot Canadian Digital Song Sales)  | 10             |
| Квебек (ADISQ Digital Sales Chart)        | 2              |
| Квебек (ADISQ Radio Chart)                | 2              |

## Хронология релиза
| Регион | Дата           | Лейбл      | Формат               |
| ------ | -------------- | ---------- | -------------------- |
| Мир    | 13 апреля 2023 | Sony Music | Цифровая дистрибуция |